# Henk Zanoli
Henk Zanoli (Laren, 21 aprile 1923 – L'Aia, 9 dicembre 2015) è stato un avvocato olandese, insignito del riconoscimento di Giusto tra le Nazioni il 22 giugno 2011, riconoscimento che ha restituito nel 2014 in polemica contro l'operazione Margine di protezione portata dalle forze israeliane contro la Striscia di Gaza.

## Biografia
La famiglia ebrea Pinto di Amsterdam per l'incarico che il padre aveva nel consiglio ebraico fu risparmiata dalle prime deportazioni ma, quando nella primavera del 1943 iniziarono gli arresti di ebrei nella stessa situazione della famiglia Pinto, il padre iniziò a cercare un posto dove nascondere la famiglia. Per il figlio Elchanan, nato nel 1932, dopo aver trovato numerose sistemazioni temporanee, fu trovata una sistemazione presso la famiglia Zanoli nel paese di Eemnes nella provincia di Utrecht. Henk Zanoli, il padre, lavorava come procuratore nel sistema giudiziario e, clandestinamente, era un partigiano attivo della resistenza olandese. Scoperto dai tedeschi fu arrestato ed internato nel campo di concentramento di Amersfoort solo qualche mese prima dell'arrivo di Elchanan. Anche alcuni dei sei figli erano attivi nella resistenza. La madre, Jans Zanoli, sapeva molto bene il rischio a cui andava incontro nel nascondere un giovane ebreo a casa, ma sentì il dovere morale di farlo. Il figlio di nome Henk, come il padre, di circa 25 anni ed ancora residente con la famiglia, intraprese un viaggio fino ad Amsterdam per prelevare il piccolo Elchanan e portarlo in treno fino a Eemnes, un viaggio rischiosissimo visto l'elevato numero di tedeschi sulle strade. La famiglia Zanoli si prese cura dell'allora undicenne Elchanan, dalla fine del 1943 fino alla liberazione della città nel maggio 1945. Elchanan trovò una casa calda ed accogliente con la famiglia Zanoli. Elchanan, rimasto orfano dei genitori uccisi nei campi di concentramento, fu prelevato da uno zio e, pochi mesi dopo la liberazione, messo in un orfanotrofio per bambini ebrei dove stette fino al 1951, quando emigrò per Israele con altri giovani e cambiò il suo nome in Hameiri. Dopo la guerra, Jans Zanoli venne a conoscenza del fatto che il marito, Henk padre, era stato trasferito nel campo di concentramento di Mauthausen ed lì aveva perso la vita nel febbraio 1945.
La famiglia Zanoli ebbe ulteriori perdite durante la guerra. Il marito di una delle figlie fu giustiziato presso Waalsdorpervlakte per la sua attività di partigiano, mentre la fidanzata di uno dei figli, di origine ebrea, fu arrestata e non fece mai più ritorno a casa.

### La restituzione del riconoscimento
Il 20 luglio 2014, nel corso di un attacco dell'aviazione israeliana alla Striscia di Gaza, un F-16 ha abbattuto la casa della nipote della moglie di Zanoli, la diplomatica olandese Angelique Eijpe, sposata con l'economista palestinese Ismail Ziadah. La nipote ed il marito non erano a Gaza ma il bombardamento ha causato la morte di Hassan al-Zeyada, psicologo, noto a Gaza avere in cura molti palestinesi traumatizzati dalla guerra e fratello di Ismail Ziadah nonché la morte di madre, fratelli, sorella e nipote di 12 anni di Ziadah per un totale di sei persone.
L'11 agosto 2014 Zanoli invia una lettera all'ambasciatore di Israele nei Paesi Bassi, Haim Davon, con la quale criticando pesantemente l'operato e l'atteggiamento del governo israeliano, restituiva il riconoscimento di Giusto tra le Nazioni. La notizia è stata riportata in Israele dal quotidiano Haaretz. L'unico commento di un portavoce dello Yad Vashem è stato che è stata una "decisione" di Zanoli ed erano "dispiaciuti".